# Jenő Hámori
Jenő Arhand „Eugene“ Hámori (* 27. August 1933 in Győr) ist ein ehemaliger ungarisch-US-amerikanischer Säbelfechter und Professor für Biochemie an der Tulane University.

## Leben
Jenő Hámori wurde 1955 in Rom mit der Mannschaft Weltmeister. Bei den Olympischen Spielen 1956 erreichte er in Melbourne mit der Mannschaft ungeschlagen die Finalrunde, in der sie erneut ohne Niederlage blieb und den ersten Platz belegte. Gemeinsam mit Aladár Gerevich, Attila Keresztes, Dániel Magay, Rudolf Kárpáti und Pál Kovács wurde Hámori damit Olympiasieger. Nach den Spielen setzte er sich zusammen mit Attila Keresztes und Dániel Magay in die Vereinigten Staaten ab, wo er mehrfacher Landesmeister wurde. 1964 gehörte er zum US-amerikanischen Kader bei den Olympischen Spielen in Tokio, wo er mit der Mannschaft den siebten Rang erreichte. In der Einzelkonkurrenz schied er in der zweiten Runde aus. Bei den Panamerikanischen Spielen 1971 in Cali sicherte er sich mit der US-amerikanischen Equipe die Silbermedaille.
Hámori begann in Budapest zu studieren und setzte dies später an der University of Pennsylvania fort, an der er 1964 einen PhD in physikalischer Chemie erwarb. Im Anschluss arbeitete er zunächst in der Forschung in Philadelphia. An der Cornell University beschäftigte er sich danach als Postdoc im Gebiet der biophysikalischen Chemie. 1972 zog er nach New Orleans, um dort als Professor an der Tulane University School of Medicine zu lehren. Daneben leitete er gemeinsam mit seiner Frau in New Orleans eine Fechtschule.